# Sigtunahöjden

Sigtunahöjden är en konferensanläggning i Sigtuna.
Sigtunahöjden drivs i privat regi och har cirka 30 anställda, 98 hotellrum och 18 konferenslokaler. 

## Historia
Konferensanläggningen byggdes år 1970 men brann ner till grunden år 2013. Tio månader senare öppnades anläggningen för drift igen. Sedan 2017 ägs Sigtunahöjden privat av Lotta Giesenfeld Boman och Ulf Boman.

## Socialt ansvar
"Sigtunahöjden inledde ett samarbete 2014 med Banglabarn. Sigtunahöjden har varit med och delfinansierat uppbyggnaden av en vårdcentral med diabetesklinik i Raton Razzaks hemby i Bangladesh. Det finansiella stödet gick till löner till sjukvårdspersonalen som arbetar där. Sigtunahöjdens personal var engagerade i insamlingen av pengar genom att handla matlådor, avrundar uppåt när de handlar i shoppen och springer Sigtuna stadslopp."
Stiftelsen Banglabarn startades med syfte att utveckla och förbättra möjligheterna för fattiga människor i Bangladesh. 